# NGC 2315
NGC 2315 est une galaxie lenticulaire située dans la constellation du Lynx. NGC 2315 a été découverte par l'astronome britannique John Herschel en 1831.

## Caractéristiques
Sa vitesse par rapport au fond diffus cosmologique est de 6 369 ± 60 km/s, ce qui correspond à une distance de Hubble de 93,9 ± 6,6 Mpc (∼306 millions d'al).
Selon la base de données Simbad, NGC 2315 est une radiogalaxie.

## Supernova
La supernova SN 2011ay a été découverte dans NGC 2315 le 18 mars 2011 par P. Blanchard, S. B. Cenko, W. Li et A. V. Filippenko dans le cadre du programme LOSS (Lick Observatory Supernova Search) de l'observatoire Lick. Cette supernova était de type Ia-pec.